# Fischamend und Enzersdorf an der Fischa
Die Herrschaft Fischamend und Enzersdorf an der Fischa war eine Grundherrschaft im Viertel unter dem Wienerwald im Erzherzogtum Österreich unter der Enns, dem heutigen Niederösterreich.

## Ausdehnung
Die Herrschaft umfasste zuletzt die Ortsobrigkeit über Fischamend und Enzersdorf an der Fischa. Der Sitz der Verwaltung befand sich in Enzersdorf an der Fischa.

## Geschichte
Letzter Inhaber der Fideikommissherrschaft war Philipp Fürst Batthyány von Trautmannsdorf (1781–1870), bevor die Herrschaft in Folge der Reformen 1848/1849 aufgelöst wurde.